# Krzepów (gromada)
Krzepów (do 31 XII 1964 Nosocice) – dawna gromada.
Gromadę Krzepów z siedzibą GRN w Krzepowie (obecnie w granicach Głogowa) utworzono 1 stycznia 1965 w powiecie głogowskim w woj. zielonogórskim na mocy uchwały nr V/24/64 WRN w Zielonej Górze z 19 listopada 1964, w związku z przeniesieniem siedziby GRN gromady Nosocice z Nosocic do Krzepowa i zmianą nazwy jednostki na gromada Krzepów.
1 stycznia 1972 do gromady Krzepów włączono tereny o powierzchni 16 ha z miasta Głogowa w tymże powiecie.
Gromada przetrwała do końca 1972 roku, czyli do kolejnej reformy gminnej.